# Совет церквей христиан веры евангельской
Совет церквей христиан веры евангельской (СЦ ХВЕ) — объединение евангельских (пятидесятнических) христиан в СССР, созданное как нелегальная координирующая структура объединений верующих. Возникновение Совета было связано с давлением советской власти на протестантские общины и желанием обеспечить единую организационную поддержку христиан-пятидесятников. В СССР констатируется создание «Совета церквей пятидесятников» летом 1979 года, целью которого стало координирование усилий членов церквей в борьбе за свободу совести и помощь верующим, желающим выехать из страны.

## История создания и предпосылки возникновения
После Второй мировой войны часть пятидесятнических общин СССР отказалась войти в официальный ВСЕХБ и сохранила самостоятельность. В 1960—1970-х годах оппозиционная деятельность пятидесятников (ХВЕ) была сосредоточена на правозащитных акциях (обращения к международным организациям, голодовки, обращения в посольства и т. д.). К концу 1970-х годов число преследуемых верующих выросло: по некоторым оценкам, к 1979 году десятки тысяч пятидесятников в СССР стремились эмигрировать из‐за религиозных притеснений. 16 июня 1979 года на съезде представителей пятидесятнических общин в Москве был учреждён Совет церквей христиан веры евангельской (также именуемый «Советом церквей пятидесятников»), — руководящий центр, который призван координировать усилия общин в защите свободы совести и оказании помощи тем, кто пытался выехать из СССР.
Создание СЦ ХВЕ стало ответом на отказ государства регистрировать отдельное пятидесятническое объединение: советская власть по закону запрещала учреждать новые религиозные объединения за пределами уже существующих. Совет создавался без контроля со стороны советского правительства (формально негосударственным объединением), в обход официальных регистрационных процедур. Его формирование проходило под влиянием международного внимания к вопросам религиозных свобод (Хельсинкский процесс, правозащитные группы) и активизации самих верующих. Уже в 1979 году был создан и профильный правозащитный комитет по защите свободной эмиграции из СССР, занявшийся делом находкинских пятидесятников. Таким образом, Совет церквей ХВЕ появился как «светлый луч» для разрозненных общин, стремившихся объединить усилия в условиях атеистической политики.

## Внутренняя структура и организация
Совет церквей ХВЕ представлял собой неофициальную координационную сеть независимых евангельских (пятидесятнических) общин. У него не было государственной регистрации и официального статуса, поэтому его руководство и собрания осуществлялись в закрытом формате (часто на тайных встречах и службах). Формально Совет возглавлялся избранным на съездах организующим комитетом или правлением; одним из ключевых его руководителей стал Борис Георгиевич Перчаткин, избранный секретарём Совета.

## Основные лидеры и их роль
Ключевой фигурой в СЦ ХВЕ был Борис Георгиевич Перчаткин — он участвовал в создании Совета и был избран его секретарём. В этой роли он координировал деятельность всех эмиграционно настроенных общин ХВЕ страны. Под его руководством, например, были организованы выступления перед международной общественностью и попытки привлечь внимание властей к религиозным притеснениям. Наряду с Перчаткиным в руководстве Совета (и прилегающего правозащитного движения) участвовали другие известные верующие: Николай Бобарыкин, Николай Горетой, Фёдор Сидоренко и другие активисты пятидесятнического движения. Эти люди представляли разные епархии и братства ХВЕ в СССР; их инициативы обеспечивали связь общин в разных регионах. Однако почти сразу после создания Совета многие из них были задержаны правоохранительными органами.
После ареста Перчаткина в 1981 году часть активной работы на себя взяли его соратники. В частности, после вынесения нового обвинения и заключения Перчаткина весной 1983 года лидерство эмиграционного направления в Находке перешло к Владимиру Владимировичу Истомину. В дальнейшем внутри общин происходили конфликты, но Совет продолжал оказывать влияние через международную поддержку и местных служителей. Эти руководители, будучи иерархами неофициальных братств, олицетворяли собой духовное
руководство для репрессированных общин: они писали обращения властям, издавали самиздатовские сборники (например, альманах «Красное и чёрное»), участвовали в общественных выступлениях христианских правозащитников.

## Формы деятельности и миссионерская работа
Основные формы деятельности СЦ ХВЕ связаны с защитой верующих и распространением вероучения в условиях преследований. Совет координировал массовые инициативы: для обжалования ограничений верующие направляли обращения к международным организациям (Совету Европы, ООН, комитету по правам человека), правозащитным комитетам и зарубежным экуменическим структурам. Кроме того, верующие устраивали голодовки, демонстрации на религиозную тему, проводили пресс-конференции и даже пытались проникнуть в иностранные посольства, требуя убежища. Совет как координационный центр способствовал совместному планированию таких действий и обмену информацией между общинами разных регионов.
Внутри СССР деятельность Совета и связанных с ним объединений велась преимущественно вне правового поля (незарегистрированные собрания, домашние церкви). Тем не менее? советские пятидесятники продолжали миссионерскую проповедь: проводили богослужения и воскресные школы, тайно распространяли духовную литературу, организовывали учебные курсы и конференции для верующих. Правозащитные группы христиан-пятидесятников (например, группа «Христиане веры евангельской — пятидесятники РСФСР», образованная весной 1980 года) занимались сбором информации о фактах притеснений, издали несколько буклетов и альманахов с документами о дискриминации верующих. Хотя основные усилия Совета были направлены на юридическую защиту и обращение к государственной власти, неформальные миссионерские контакты также поддерживались: зарубежные гости (евангельские пасторы из стран Запада) иногда встречались с советскими пятидесятниками, привозили Библии и поддерживали морально. Таким образом, деятельность СЦ ХВЕ сочетала миссионерскую работу внутри запретного богослужебного формата с правозащитной активностью на международной арене.

## Преследования, аресты и взаимоотношения с властями
Совет церквей ХВЕ никогда не признавался государством легитимным, а его деятельность рассматривалась как антисоветская. Уже через несколько месяцев после создания Совета в июне 1979 года руководство движения подверглось репрессиям: Николай Бобарыкин, Николай Горетой, Борис Перчаткин, Фёдор Сидоренко и др. были арестованы по политическим обвинениям в конце 1979 — начале 1980 года. Аресты проходили по статьям о «клевете» или «антисоветской
агитации», зачастую без реальных доказательств.
В апреле 1981 года Борис Перчаткин был приговорён к двум годам заключения по статье 190.1 УК РСФСР («распространение заведомо ложных измышлений, порочащих государство»), по сути за открытые письма и публичные выступления, обличавшие нарушение прав верующих.
После освобождения летом 1982 года Перчаткин вновь вернулся к деятельности и вскоре вновь попал в поле зрения КГБ: в марте 1983 года его обвинили в ношении холодного оружия и приговорили к 1,5 годам тюрьмы. Таким образом, руководителей Совета дважды незаконно привлекали к уголовной ответственности за псевдопреступления. Аналогичные судебные процессы шли и в отношении других активистов СЦ ХВЕ, вплоть до конца 1980-х годов.
Взаимоотношения с государственными органами оставались напряжёнными. Совет пытался легализоваться через обращение в Советов по делам религий, но такие запросы обычно отвергались. В условиях тотального дефицита религиозной свободы органы КГБ и Министерство культуры (ведавшее религиозными делами) отслеживали любые попытки независимой координации церквей и пресекали их. Вместо официального диалога представители Совета были вынуждены апеллировать к общественности: родственники арестованных верующих, зарубежные евангельские конференции и правозащитники направляли в Совет по делам религий при Совмине СССР письма с протестом против репрессий. Так, после первого заключения Перчаткина десятки зарубежных христиан обратились к советским властям с просьбой отменить его приговор. Несмотря на это, Совет оставался вне закона, а его деятельность — предметом постоянного надзора и запретов со стороны государства.

## Культурное и религиозное влияние
Конкретных исследований о культурном влиянии СЦ ХВЕ на верующих в СССР в доступных источниках немного. В целом Совет и связанное с ним движение пятидесятников сыграли роль сохранителей веры и духовной общности в эпоху атеизма. Судя по дальнейшему развитию, советские пятидесятники смогли сохранить свою богослужебную традицию (пение, лексику, молитвенный стиль) и укрепить самоидентификацию как единой конфессии: даже в условиях репрессий они испытывали поддержку друг друга и заручались международной помощью. Однако прямые оценки культурного влияния СЦ ХВЕ на массовое сознание советских граждан в источниках не приводятся.